# Strange Impersonation
Pour plus de détails, voir Fiche technique et Distribution.
Strange Impersonation est un film américain réalisé par Anthony Mann, sorti en 1946.

## Synopsis
Nora Goodrich, une brillante chimiste, est si occupée à travailler sur un nouvel anesthésique qu'elle en néglige son fiancé, Stephan Lindstrom. Alors qu'elle expérimente le produit sur elle-même, son assistante Arleene Cole mélange des produits chimiques et un feu se déclare dans l'appartement. Steve, qui avait oublié peu auparavant une mallette dans l'appartement, revient juste à temps pour lui sauver la vie, mais Nora est défigurée par ses brûlures. Pendant son séjour à l'hôpital, Arleene s'arrange pour la séparer de Steve.
À son retour de l'hôpital, Nora est confrontée à Jane Karaski, une alcoolique que Nora avait accidentellement renversée avec sa voiture peu de temps auparavant. Jane la menace d'une arme et lui prend son portefeuille et sa bague de fiançailles, Nora se bat avec elle pour lui prendre son arme mais dans la lutte Jane est touchée d'une balle et tombe du balcon. Défigurée lors de la chute, Jane est prise pour Nora à cause de la bague et Nora s'enfuit sans être vue.
Elle part pour Los Angeles, où elle va subir de nombreuses opérations de chirurgie plastique pour ressembler à Jane. Elle apprend le mariage d'Arleene et Steve, et réalise alors l'implication d'Arleene dans l'incendie et dans l'éloignement de Steve. Elle revient alors à New York pour se venger. Elle se fait passer pour Jane, Steve l'engage, et tombe amoureux d'elle. 
Pour fuir son mariage malheureux avec Arleene, Steve demande à Nora de l'accompagner en France. Arleene la rencontre alors et Nora confesse sa vraie identité. Arleene admet qu'elle a essayé de la tuer dans l'incendie et Nora menace de la tuer si elle ne divorce pas d'avec Steve. Tout semble aller bien jusqu'au moment où, à l'aéroport, ses empreintes digitales sont reconnues comme celles qui étaient sur l'arme qui a tué Nora Goodrich. Nora essaye d'expliquer qui elle est vraiment, Arleene jure que ce n'est qu'une étrangère, et Nora s'évanouit pendant l'interrogatoire. 
Lorsqu'elle se réveille, elle se retrouve chez elle le soir de l'expérience, Steve à ses côtés. Tout cela n'était en fait qu'un cauchemar dû aux effets de l'expérience sur anesthésique. L'expérience a réussi et elle accepte d'épouser Steve.

## Fiche technique
- Titre original : Strange Impersonation
- Réalisation : Anthony Mann
- Scénario : Mindret Lord
- Direction artistique : Edward C. Jewell
- Décors : Sydney Moore
- Maquillage : Bud Westmore
- Photographie : Robert Pittack
- Son : Earl Crain Sr.
- Montage : John F. Link Sr.
- Musique : Alexander Laszlo
- Production : W. Lee Wilder
- Société de production : W. Lee Wilder Productions
- Société de distribution : Republic Pictures
- Pays d’origine :  États-Unis
- Langue originale : anglais
- Format : noir et blanc — 35 mm — 1,37:1 — son Mono (RCA Sound System)
- Genre : Film noir
- Durée : 68 minutes
- Date de sortie :
  - États-Unis : 16 mars 1946

## Distribution
- Brenda Marshall : Nora Goodrich
- William Gargan : Stephan Lindstrom
- Hillary Brooke : Arline Cole
- George Chandler : Jeremiah Wilkins Rinse
- Ruth Ford : Jane Karaski
- H.B. Warner : docteur Mansfield
- Lyle Talbot : inspecteur Malloy
- Mary Treen : l'infirmière
- Cay Forrester : Mlle Roper
- Dick Scott : un inspecteur